# Eduard Arkadjewitsch Steinberg
Eduard Arkadjewitsch Steinberg (russisch Эдуард Аркадьевич Штейнберг; * 3. März 1937 in Moskau; † 28. März 2012 in Paris) war ein russischer Maler, dessen Arbeiten zum Teil post-suprematistisch und an Malewitsch orientiert sind.

## Leben
Eduard Steinberg wuchs in Moskau auf. Seine Kindheit wurde von der Lagerhaft seines Vaters, eines Dichters und Künstlers geprägt, besonders von den Vorwürfen, der Sohn eines Volksfeindes zu sein. Der Vater, Dichter und Maler Arkady Steinberg, kehrte 1954 aus dem Gulag zurück und zog nach Tarussa, wo Eduard Steinberg von 1957 bis 1961 bei ihm lebte und autodidaktische Studien betrieb. Eine erste Einzelausstellung mit Arbeiten aus Tarussa fand 1962 in seiner Moskauer Wohnung statt. Themen waren zunächst Tod, Beerdigungen und Auferstehung. Zu Beginn der 70er Jahre entstanden als Ölgemälde helle Landschaftsstillleben mit räumlich-geometrischen Kompositionen, seit 1980 auch Gouachen und Collagen auf Karton. 1988 war es ihm zum ersten Mal möglich, auf einer seiner Ausstellungen im Ausland anwesend zu sein. Nach dem Tod seines Vaters zog er sich 1984 aufs Land zurück und begann mit den Arbeiten seines Zyklus Das Dorf, der einen Höhepunkt seines Schaffens darstellt und 1989 zum ersten Mal komplett in Moskau ausgestellt wurde; er gilt als eine Synthese von Leben und Werk des Künstlers.
Seit 1991 lebte und arbeitete Steinberg in Paris, Moskau und Tarussa.

## Kunst
In den Jahren, als in der russischen Kunst fast ausschließlich der Stil des Sozialistischen Realismus vorherrschte, bezog sich Steinberg auf Künstler des Konstruktivismus und Suprematismus. Zwar griff er in der Wahl seiner Motive auf Malewitsch zurück, aber er führte mit Zahlen, Zeichen und Symbolen dem Betrachter eine neue Sicht vor Augen. In seinem großen Zyklus Das Dorf, in dessen Bildern Gesichter nur konturenhaft angedeutet sind, macht nicht die strenge Konstruktion den besonderen Reiz der Bilder aus, „sondern vielmehr deren poetische Überhöhung. Es sind Geschichten, die er in seinen Bildern erzählt mit Metaphern, in denen sich Rußland in all seiner Vielfalt wieder erkennen läßt.“ Im Gegensatz zu Malewitsch, dessen Bilder symbolisch mit Zeichen der technologischen Utopie der Avantgarde aufgeladen sind, haben Steinbergs Bildzeichen eher einen „kontemplativen, bis ins Religiöse reichenden symbolischen Sinn“, von denen besonders das Kreuz hervorsticht. Die Berliner Kunsthistorikerin Claudia Beelitz hat nachgewiesen, dass es in diesem „metaphysischen“ Bereich verblüffende Parallelen in Bildanlage, Farbe, Licht und Raum zu den Stillleben des italienischen Künstlers Giorgio Morandi gibt.
Seine Witwe Galina Manevič übergab 2013 den Nachlass aus 68 Gemälde und 15 Collagen Werke von Steinberg an das Museum Wiesbaden. Dort sollen sie bis 2015 wissenschaftlich bearbeitet werden.

## Werke

### Ausstellungen
- 2015: Landesmuseum Wiesbaden
- 2007: Okno, Zürich
- 2005: Galerie Sandmann, Berlin
- 2004: Russisches Museum, St. Petersburg
- 2000: Museum für Konkrete Kunst, Ingolstadt
- 2000: Wilhelm-Hack-Museum, Ludwigshafen
- 1999: Schloss Morsbroich, Leverkusen
- 1995: Museum Bochum
- 1992: Josef-Albers-Museum, Bottrop

### Bilder (Auswahl)
| Jahr | Bildtitel                  | Art                | Maße         | Aufenthaltsort                   |
| ---- | -------------------------- | ------------------ | ------------ | -------------------------------- |
| 1981 | Komposition                | Öl auf Leinwand    | 150 × 100 cm | Tretjakow-Galerie, Moskau        |
| 1985 | Die Lebenden und die Toten | Öl auf Leinwand    | 90 × 360 cm  | Sammlung Ludwig, Köln            |
| 1988 | Landschaft mit Kreuz       | Gouache auf Karton | 37 × 41 cm   | Sammlung Ludwig, Köln            |
| 1989 | Komposition                | Öl auf Leinwand    | 120 × 130 cm | Galerie Claude Bernard, New York |

### Ausstellungskataloge
- Hans-Peter Riese (Hrsg.): Ost / West. Eduard Steinberg zwischen Moskau und Paris. Köln 2015, ISBN 978-3-86832-248-4
- Iozef Kiblickij (Hrsg.): Eduard Steinberg, Heaven and Earth. Reflections in Paints. The State Tretyakov Gallery, Palace Ed., Bad Breisig 2004, ISBN 3-938051-02-7
- Evgenija N. Petrova (Hrsg.): Ėduard Šteinberg = Eduard Steinberg. Gosudarstvennyj Russkij Muzej St. Petersburg. Palace Ed., Bad Breisig 2004, ISBN 3-935298-91-9
- Hans-Peter Riese: Eduard Steinberg. Monographie. Museum Schloß Morsbroich, Leverkusen 1998, ISBN 3-87909-615-5
- Jean-Pierre Brossard (Hrsg.): Eduard Steinberg. Eine Monographie. Editions d'en Haut, LaChaux-de-Fonds 1992, ISBN 2-88251-038-1
- Wenzel Stich, Eduard Steijnberg: Ostankino. Lyrische Prosa. Zentrum für Interdisziplinäre Forschung, Bielefeld 1985